# كلاتة جبار
كلاتة جبار (بالفارسية: کلاته جبار) هي قرية تقع في قسم قلندرآباد الريفي في إيران. يقدر عدد سكانها بـ 58 نسمة بحسب إحصاء 2016.